# FreeOTP
FreeOTP는 2요소 인증에 사용할 수 있는 자유-오픈 소스 소프트웨어 토큰이다. HOTP 및 TOTP 구현을 제공한다. QR 코드를 스캔하거나 토큰 구성을 수동으로 입력하여 토큰을 추가할 수 있다. 이는 아파치 2.0 라이선스에 따라 레드햇에서 유지 관리하며 안드로이드 및 iOS를 지원한다.
FreeOTP Plus(일명 FreeOTP+)는 설정 내보내기 및 가져오기를 포함한 향상된 기능을 갖춘 FreeOTP의 포크이다.

## 같이 보기
- Google OTP
- 보안 토큰